# Смайли, Тэвис
Тэвис Смайли (род. 13 сентября 1964 года) — американский ведущий ток-шоу, автор, политический комментатор, предприниматель, адвокат и филантроп.
Смайли родился в Галфпорте у одинокой Джойс Мэри Робертс, и рос в Банкер Хилле (Индиана). На его второй день рождения, 13 сентября 1966, его мать вышла замуж за унтер-офицера военно-воздушных сил США Эмори Гарнелла Смайли.
В 1980-х, после окончания университета, Тэвис работал в качестве помощника Тома Брэдли, мэра Лос-Анджелеса. В 1991 году Смайли стал радиокомментатором, а в 1996 г. начал вести ток-шоу BET Talk (позже переименованное в BET Tonight) на телеканале BET. После того, как Тэвис Смайли продал эксклюзивное интервью Сары Джейн Олсон новостям канала Эй-Би-Си в 2001 году, BET отказался продлевать контракт с ним. После чего Смайли организовал своё собственное шоу — The Tavis Smiley Show — на NPR (2002—2004) и в настоящее время по будням ведёт шоу Tavis Smiley на канале PBS и «Шоу Тэвиса Смайли» канала PRI. С 2010 года по 2013 Смайли и Корнел Уэст объединили усилия и устроили их собственное радио-ток-шоу Smiley & West. Они вместе брали интервью у музыканта Билла Уизерса в документальном фильме 2009 года.